# Роял Арена
Роял Арена (дат. Royal Arena) — многофункциональная арена в Копенгагене (Дания).

## Информация
Титульный спонсор арены — датская пивоваренная компания Royal Unibrew. Спортивная арена была открыта четырьмя концертами группы Metallica 3, 5, 7 и 9 февраля 2017 года.

## Крупнейшие спортивные мероприятия
- Чемпионат Европы по плаванию на короткой воде — c 13 по 17 декабря 2017 года
- Чемпионат мира по хоккею с шайбой — с 4 по 20 мая 2018 года
- Чемпионат мира по гандболу среди мужчин — в январе 2019 года
- Blast Premier Fall Final 2021-2024 — 24-27 ноября 2021-2022
- Гранд-финал The International 2024 — 15 сентября 2024 года
- Pgl Major Копенгаген 2024 — 17–31 марта 2024 года